# Друэ, Луи
Луи́ Друэ́ (фр. Louis Drouet; 1792, Амстердам — 30 сентября 1873, Берн) — франко-голландский флейтист и композитор; придворный флейтист Наполеона I; автор песни «Partant pour la Syrie».

## Биография
Родился в Амстердаме в семье французского парикмахера-иммигранта. Первую флейту получил в подарок от одного из клиентов своего отца и сам овладел инструментом. В 7 лет поступил в Парижскую консерваторию и сыграл свой первый концерт в Париже, в течение последующих лет совершил несколько концертных турне.
С 16 лет преподавал флейту брату Наполеона, королю Голландии Людовику I. В 1811 г. был приглашён в Париж, где был осыпан подарками и почестями.
В 1817 совершил поездку в Англию, в 1818 г. открыл там собственную мастерскую флейт, которая, однако, вскоре разорилась.
С большим успехом гастролировал по Европе и в 1829 г. вернулся в Англию в сопровождении своего друга — Феликса Мендельсона. Друэ также был лично знаком с Людвигом ван Бетховеном.
В 1833 г. переехал в Париж. С 1840 по 1855 — капельмейстер у герцога Саксен-Кобург-Гота Эрнста II. В 1854 г. совершил поездку в Америку.

## Мастерство
Луи Друэ называли «Паганини флейты», он считался мастером двойного стаккато. Конкурировал с современником флейтистом-виртуозом Жаном Луи Тюлу. Среди учеников Друэ, в частности, Вильгельм Попп. Играл на флейтах простых систем с 8 клапанами.
Автор множества произведений для флейты — концертов, дуэтов, трио, концертных соло, фантазий, более 300 этюдов, а также школы игры на флейте (фр. Méthode Pour la Flûte; 1827)